# What We Did on Our Holiday
What We Did on Our Holiday är en brittisk dramakomedi från 2014 i regi av Andy Hamilton och Guy Jenkin.

## Rollista i urval
- David Tennant - Doug McLeod
- Rosamund Pike - Abi McLeod
- Billy Connolly - Gordie McLeod
- Ben Miller - Gavin McLeod
- Amelia Bullmore - Margaret McLeod
- Emilia Jones - Lottie McLeod
- Celia Imrie - Agnes Chisholm
- Annette Crosbie - Doreen
- Lewis Davie - Kenneth McLeod
- Bobby Smalldridge - Mickey McLeod
- Harriet Turnbull - Jess Mcleod